# Urraca de Galicia (pera)
Urraca de Galicia, es el nombre de una variedad cultivar de pera europea Pyrus communis. Esta pera está cultivada en la colección de la Estación Experimental Aula Dei (Zaragoza). Esta pera también está cultivada en diversos viveros entre ellos algunos dedicados a conservación de árboles frutales en peligro de desaparición. Esta pera variedad muy antigua es originaria de España, en Padrón (provincia de La Coruña), y tuvo su mejor época de cultivo comercial antes de la década de 1960, y actualmente en menor medida aún se encuentra.

## Historia
En España 'Urraca de Galicia' está considerada incluida en las variedades locales autóctonas muy antiguas, cuyo cultivo se centraba en comarcas muy definidas. Se caracterizaban por su buena adaptación a sus ecosistemas y podrían tener interés genético en virtud de su adaptación. Se encontraban diseminadas por todas las regiones fruteras españolas, aunque eran especialmente frecuentes en la España húmeda. Estas se podían clasificar en dos subgrupos: de mesa y de cocina (aunque algunas tenían aptitud mixta).
'Urraca de Galicia' es una variedad clasificada como de mesa, se utiliza también en la elaboración de perada, difundido su cultivo en el pasado por los viveros comerciales y cuyo cultivo en la actualidad se ha reducido a huertos familiares y jardines privados.

## Características
El peral de la variedad 'Urraca de Galicia' tiene un vigor Medio; florece a finales de abril; tubo del cáliz pequeño en embudo con conducto muy estrecho de longitud media, con frecuencia, se conservan parte de los estambres que nacen muy pegados a la base de los sépalos.
La variedad de pera 'Urraca de Galicia' tiene un fruto de tamaño de pequeño a medio; forma redondeada, doliforme o turbinada breve, prácticamente sin cuello, ligeramente asimétrica, con contorno irregularmente redondeado; piel lisa, brillante, o mate en zonas ruginosas; con color de fondo amarillo verdoso pasando a dorado o calabaza claro, con chapa muy variable, poco extensa, desde levemente sonrosada a carmín vivo, a veces uniforme, otras barreada o tachonada de rojo, presenta punteado abundante, pequeño y fino, ruginoso-"russeting", muy visible y a veces con aureola verdosa sobre el fondo, poco visible, de color claro, sobre la chapa, con una pequeña zona ruginosa-"russeting" de color exacto al pedúnculo en la base de éste y a veces pequeñas manchitas también ruginosas diseminadas, algunos frutos están completamente limpios de manchas ruginosas, "russeting" (pardeamiento áspero superficial que presentan algunas variedades) medio; pedúnculo de longitud corto o medio, de grosor fino, ligeramente engrosado en su extremo superior, ruginoso-"russeting" oliváceo con lenticelas blanquecinas, recto o ligeramente arqueado, implantado generalmente derecho, cavidad peduncular muy estrecha, casi superficial o nula, con el borde liso o suavemente ondulado, con frecuencia oblicua por estar un lado más alto; anchura de la cavidad calicina mediana o amplia, casi superficial o poco profunda, con el borde liso o suavemente ondulado; ojo pequeño o medio, abierto. Sépalos estrechos y largos, unidos en la base, rojizos con las puntas ennegrecidas, extendidos y pegados a la cavidad, formando estrella.
Carne de color blanco, crema bajo la piel; textura semi-pastosa o ligeramente harinosa, poco jugosa; sabor dulce, muy perfumado, bueno aunque algo astringente; corazón muy pequeño, forma irregular. Eje casi relleno, abierto y lanoso en la parte alta. Celdillas pequeñas, elípticas. Semillas de tamaño medio,  llenando totalmente las celdillas, elípticas, semi-globosas, con iniciación de espolón, de color castaño rojizo oscuro con partes casi negras.
La pera 'Urraca de Galicia' madura en la primera quincena de agosto (en E. E. Aula Dei de Zaragoza). Aguanta en buenas condiciones un mes de almacenamiento en un ambiente refrigerado. Se usa como pera de mesa fresca, y en la elaboración de perada.